# Harvey Haddix
Harvey Haddix (Medway, Ohio, 18 de setembro de 1925-Springfield, Ohio, 8 de janeiro de 1994) foi um jogador de beisebol norte-americano.
Apesar de uma carreira de razoável sucesso, que incluiu ser o arremessador vencedor do jogo 7 da Série Mundial de 1960, três Luvas de Ouro (entre 1958 e 1960) e três aparições em Jogos das Estrelas (entre 1953 e 1955), Haddix é lembrado por ser o único arremessador a manter um jogo perfeito além das nove entradas de um jogo normal. Foi em 26 de maio de 1959, contra o Milwaukee Braves, quando ele, defendendo o Pittsburgh Pirates, manteve um jogo perfeito por 12 entradas, mas, diante da inabilidade de seus companheiros em marcar corridas, perdeu o jogo na 13.ª entrada. Aquele é considerado por muitos como o jogo mais perfeito da história.
Felix Mantilla, o primeiro rebatedor dos Braves na 13.ª quebrou o jogo perfeito, com um erro do terceira-base dos Pirates, Dick Hoak. Eddie Matthews, em seguida, avançou Mantilla com um sacrifício e Hank Aaron foi intencionalmente andado. Até ali, não havia mais jogo perfeito, mas havia ainda um jogo sem rebatidas válidas. Este foi quebrado com o home run de Joe Adcock, que seria de três corridas se Adcock não tivesse ultrapassado Aaron nas bases - da segunda base, Aaron foi direto para o banco por achar que o jogo tinha acabado com a corrida de Mantilla. Inicialmente, o placar considerado foi de 2 a 0, o que foi publicado por diversos jornais no dia seguinte, mas a Major League Baseball optou por transformar o home run em uma rebatida dupla, oficializando o placar de 1-0.
Haddix dizia que em todos os dias de sua vida alguém comentava sobre o jogo com ele. Em 1993 Haddix diria em um programa de televisão: "Eu não trocaria o que eu fiz por nada neste mundo. É o melhor sentimento do mundo, especialmente sendo um cara pequeno como eu contra todos aqueles caras grandes e fortes."

## Estatísticas e fatos da carreira

### Números
- Vitórias-derrotas: 136-113
- Média de corridas limpas: 3.63
- Strikeouts: 1,575

### Prêmios e honras
- 3 vezes selecionado para o Jogo das Estrelas (1953, 1954, 1955)
- 2 vezes campeão da Série Mundial (1960, 1979)
- 3 vezes vencedor do prêmio Luva de Ouro de melhor jogador em sua posição (1958, 1959, 1960)